# Pillion
Pillion är en amerikansk romantisk dramafilm som hade premiär på Cannes filmfestival den 18 maj 2025. Den är regisserad av Harry Lighton som även skrivit manus tillsammans med Adam Mars-Jones.

## Handling
En vilsen man blir förförd av en gåtfull och stilig motorcyklist som tar honom som sin undergivne.

## Rollista (i urval)
- Alexander Skarsgård - Ray
- Harry Melling - Colin
- Brian Martin - Colton
- Georgina Hellier - Reese
- Kavcic Miha
- Zamir Mesiti
- Paul Tallis